# Barbara Longhi
Barbara Longhi (21 de setembre de 1552, Ravenna - 23 de desembre de 1638, Ravenna) fou una pintora italiana coneguda com a retratista i realitzadora de nombroses pintures de la temàtica Verge amb Nen.
Els documents en relació amb la seva vida privada són escassos i no se sap ni tan sols si s'havia arribat a casar, però és una de les poques dones esmentades per Giorgio Vasari a la seva obra Vides dels més excel·lents pintors, escultors i arquitectes, de Cimabue als nostres temps.

## Biografia
Barbara Longhi va néixer el 21 de setembre de 1552 a Ravenna, on va passar tota la vida. El seu pare, Luca Longhi (1507-1580), era un pintor manierista, i la seva mare era Bernardina Baronzelli; també era pintor el seu germà gran, Francesco (1544-1618).
Barbara Longhi va aprendre a pintar a prop del seu pare, Luca Longhi (1507-1580), i formava part del seu taller. L'ajudava sovint en diversos projectes, com ara la realització de retaules de grans dimensions, i va adquirir experiència en la comercialització de les seves obres. El 1570, amb la seva formació completa, s'instal·là pel seu compte, però mantingué estrets vincles amb la família i el taller del pare.
Barbara Longhi fou molt apreciada com a retratista, però un sol dels seus retrats, el seu Retrat d'un monjo camaldolès, de la Galeria Municipal d'Art de Ravenna, és conegut actualment. També té un sol quadre conegut que representa un home madur i és un dels pocs que tenen data, tot i que l'última xifra no és del tot llegible (1570 o 1573?).
El seu pare l'havia representada com a Santa Barbara sobre una pintura (1570), una Verge amb Nen en majestat amb una santa, així com probablement a Les Noces de Canà.
La Santa Caterina d'Alexandria que Barbara Longhi pintà mostra una gran semblança amb les representacions que feia d'ella el seu pare, de manera que els crítics d'art consideren la pintura com un autoretrat.
Irene Graziani escriu que «quan pinta una imatge d'ella mateixa, Barbara Longhi es presenta segons un model virtuós de dona elegant i erudita, reversionant els temes que Lavinia Fontana havia desenvolupat alguns anys abans a Bolonya, segons el repertori lligat al manierisme tardà».

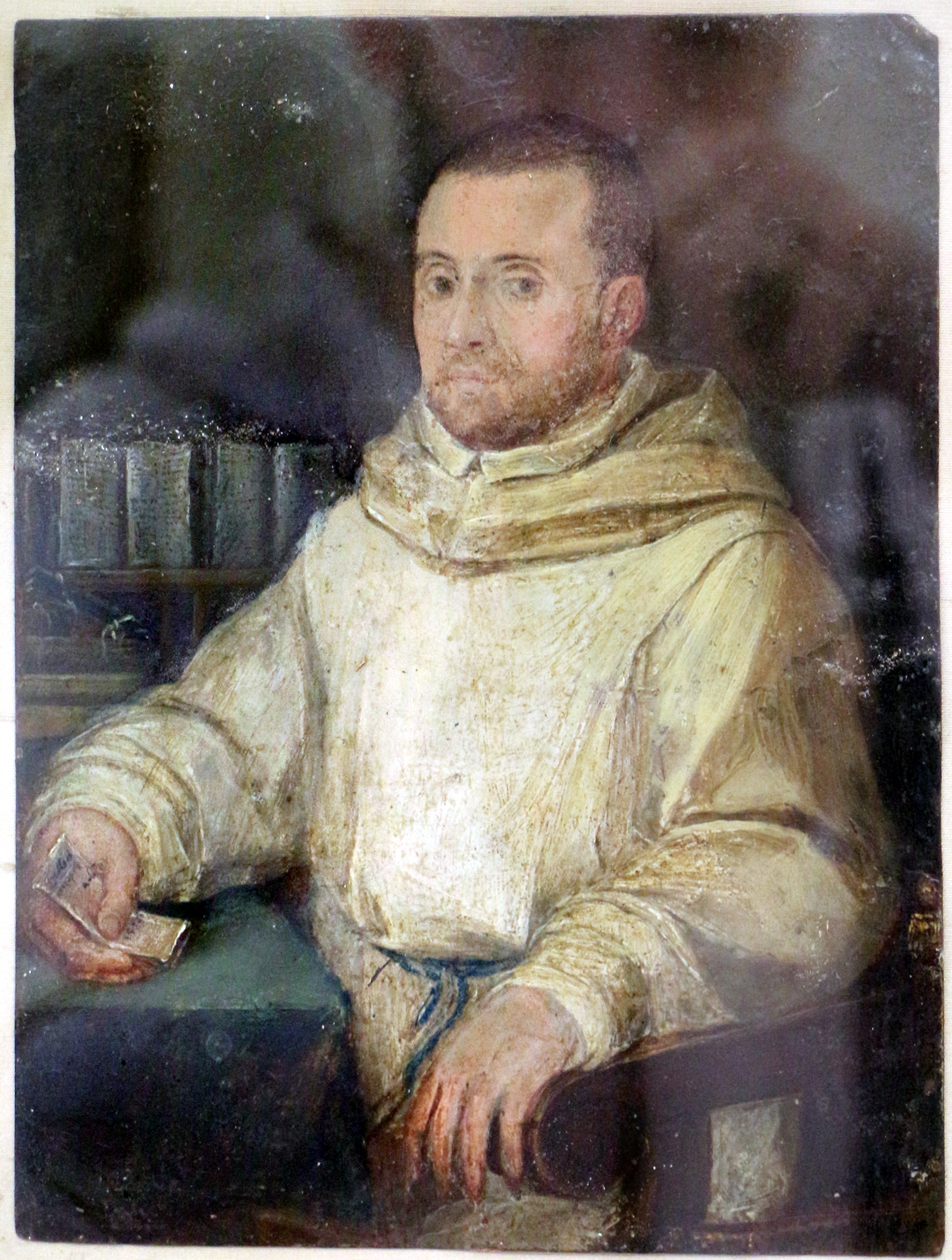
Retrat d'un monjo camaldulès

Una hipòtesi avança també el fet que Barbara Longhi hagués pogut realitzar el seu autoretrat sota la imatge d'una santa, amb la finalitat d'evitar caure en el pecat de la vanitat.
Originalment encarregat pel monestir de la Sant'Apollinare in Classe, la pintura va ser comprada pel Museu d'Art de la Ciutat de Ravenna el 1829 i va ser restaurada el 1980. Hi ha diverses representacions de Caterina d'Alexandria fetes de la seva mà.
La majoria de les pintures de Barbara Longhi no són pas signades, però porten inicials:
- «BLF», per Barbara Longhi Fecit (fet per Barbara Longhi).[5]
- «BLP», per Barbara Longhi Pinxit (pintat per Barbara Longhi).[7]

Ja que quasi la totalitat del seu treball no és signat, el nombre de les seves pintures no és conegut. Una quinzena d'obres li són definitivament atribuïdes, de les quals una dotzena són representacions de la Verge amb Nen, pintures molt populars durant la Contrareforma. Probablement algunes de les seves obres han estat atribuïdes erròniament al seu pare.
Barbara Longhi va morir a Ravenna el 23 de desembre de 1638, a l'edat de 86 anys.

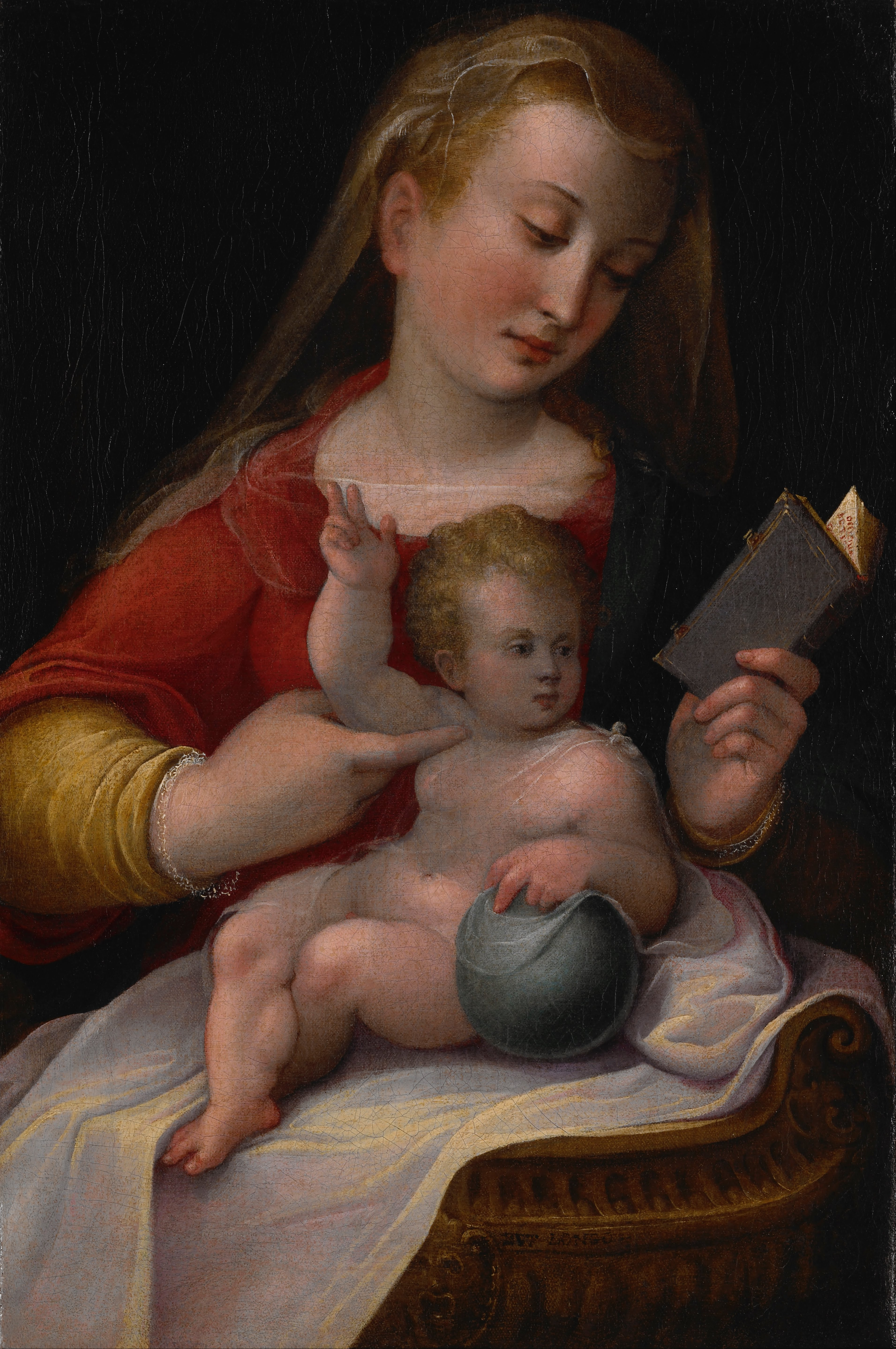
Madonna amb nen. Cap a 1580

## Estil i influències
Barbara Longhi, tanmateix, va realitzar altres tipus de pintures, com ara Judit amb el cap d'Holofernes (c. 1570-1575). Aquest tema també va ser pintat per altres dones artistes: Fede Galizia, Elisabetta Sirani o Artemisia Gentileschi. La versió de Barbara Longhi difereix considerablement de les dues versions pintades per Gentileschi. A diferència de Gentileschi, la seva versió no representa l'acte violent, de fet la forma en què Judith mira al cel sembla demanar perdó en coherència amb el pensament de la Contrareforma, en la voluntat d'admetre la seva culpabilitat i creure en l'absolució del penitent.
La simplicitat de la seva composició i la subtilitat de la paleta dels colors utilitzada en els seus quadres reflecteixen les doctrines de la Contrareforma. Els seus petits quadres, per oposició als grans retaules creats pel seu pare, són reveladors de la seva devoció.
Barbara Longhi, amb els assumptes representats, va buscar evocar l'empatia de l'espectador i es va resistir a la tendència de crear grans escenes bíbliques, prioritzant en canvi les representacions serenes de la Verge amb Nen.
Les seves influències artístiques són Raffaello, Antonio da Correggio, Parmigianino, Marcantonio Raimondi i Agostino Veneziano, i l'èxit de Sofonisba Anguissola probablement la va influir en les seves tries.
Encara que va beure de la influència de grans artistes, el seu propi estil va evolucionar, com la representació delicada i refinada dels braços i del coll de les seves Verges i la utilització d'una «paleta calenta, daurada i subtil». Realitzà una composició tradicional amb una intensitat de sentiment i de coloració innovadores.

## Crítics
Barbara Longhi és una de les escasses artistes femenines mencionades en la segona edició de l'obra del pintor italià i historiador d'art Giorgio Vasari Vides dels més excel·lents pintors, escultors i arquitectes. Vasari va escriure que Barbara Longhi «pinta molt bé i el seu color posseeix gràcia i elegància».
Germaine Greer a The Obstacle Race: The Fortunes of Women Painters and Their Work va escriure: «les obres de les dones artistes, Barbara Longhi inclosa, sofreixen d'una manca de crítica seriosa i objectiva». Germaine Greer va fer la seva pròpia avaluació: «La producció de Barbara Longhi és considerable, tots els petits quadres són rellevants per la puresa de les línies i l'estela suau del color» i «Barbara Longhi, pels seus mètodes extremadament conservadors de simplicitat i d'intensitat, supera el talent del seu pare manierista i del seu germà aficionat».
Muzio Manfredi, el 1575, a Bolonya, va parlar del talent de Barbara Longhi en una conferència: «Heu de saber que a Ravenna viu avui una jove noia de divuit anys, filla del pintor Messer Luca Longhi. És tan meravellosa en aquest art que el seu propi pare comença a estar-ne sorprès, sobretot pels seus retratats: en té prou a dirigir una simple mirada sobre una persona perquè la pugui pintar millor que qui utilitza un model».

## Obres
- Verges amb Nen (12 versions atribuïdes)
  - Verge amb Nen, Walters Art Museum-Baltimore, Estats Units
  - Verge amb Nen, Indianapolis Museum of Art-Indianapolis, Indiana
- Autoretrat (presumpte) en Santa Catherine d'Alexandria (vers 1579), Pinacoteca Comunale, Ravenne
- Verge amb Nen Jesús coronant una religiosa, (vers 1590-1595), Museu del Louvre
- Judith amb el cap d'Holofernes (v. 1570-1575).

## Col·leccions
El Museo de Arte della Città di Ravenna posseeix set obres de Barbara Longhi, així com onze del seu pare Luca i tres del seu germà Francesco.
El seu treball és present en les col·leccions del Museu del Louvre (París), la Pinacoteca de Brera (Milà), la Pinacoteca nacional de Bolonya, el Museo Biblioteca del Grappa, Walters Art Museum (Baltimore, Maryland) i el Indianapolis Museum of Art, i també a Santa Maria Maggiore (Ravenne).